# Dammläufer

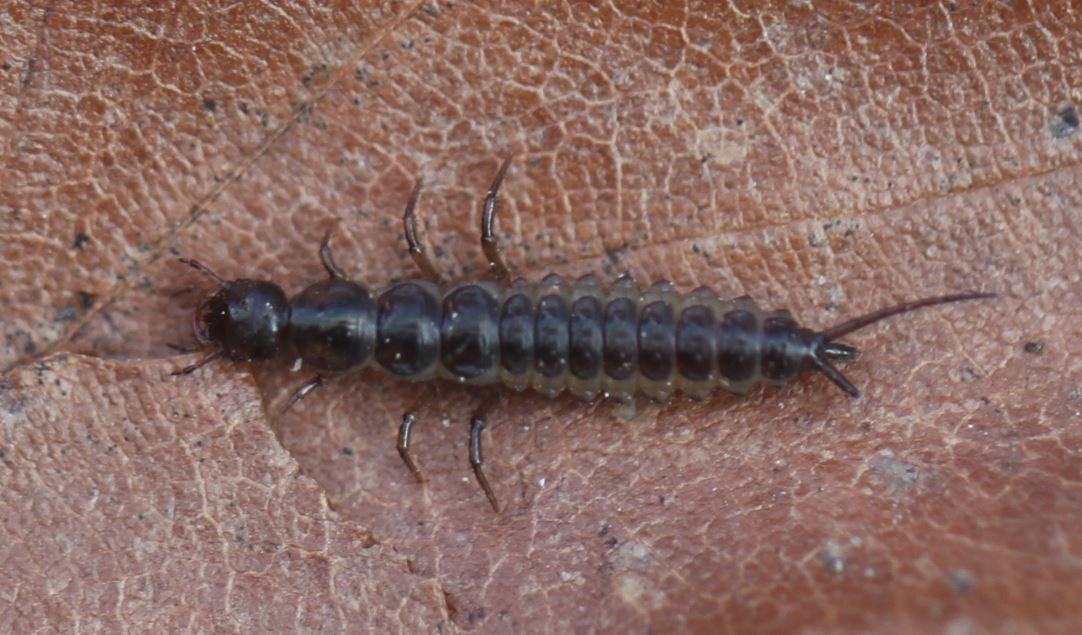
Larve – vermutlich von Nebria brevicollis oder Nebria salina

Die Dammläufer (Nebria) sind eine Gattung der Käfer aus der Familie der Laufkäfer (Carabidae) innerhalb der Unterfamilie Carabinae. Sie kommt in Europa mit 172 Arten und Unterarten vor, 19 sind auch in Mitteleuropa heimisch.

## Merkmale
Die Käfer sind mittelgroß und haben einen herzförmigen Halsschild und lange dünne Beine. Sie unterscheiden sich von den Bartläufern (Leistus) durch ihre normal ausgebildeten Mandibeln und Maxillen. Die Larven sehen ebenfalls denen der Bartläufer ähnlich, haben aber einen gedrungeneren Körperbau. Ihr Kopf ist weniger kräftig und der Thorakalring ist weniger langgestreckt. Ihre Cerci sind stark beborstet.

## Vorkommen und Lebensweise
Die nachtaktiven Tiere sind behände Läufer und leben an fließenden Gewässern vor allem in montanen bis subalpinen Lagen, aber auch im Flachland und auch am Rande von Schneefeldern unter Steinen. Sie bevorzugen feuchte Habitate, sind aber nicht auf sie beschränkt. Sie ernähren sich von Springschwänzen (Collembola).

## Arten (Auswahl)
- Nebria brevicollis oder Gewöhnlicher Dammläufer
- Rotköpfiger Dammläufer (Nebria picicornis)
- Jockischs Dammläufer (Nebria jockischii)
- Nebria heeri
- Nebria hoepfneri
- Bergbach-Dammläufer (Nebria rufescens)
- Germars Dammläufer (Nebria germari)
- Hellwigs Dammläufer (Nebria hellwigii)
- Nebria dejeanii
- Nebria dahlii
- Berg-Dammläufer (Nebria castanea)
- Österreichischer Dammläufer (Nebria austriaca)
- Nebria atrata
- Nebria schusteri
- Nebria diaphana
- Gelbrandiger Dammläufer (Nebria livida)